# 索特泽兰 (摩泽尔省)
索特泽兰（法語：Sotzeling）是法国摩泽尔省的一个市镇，属于沙托萨兰区（Château-Salins）沙托萨兰县（Château-Salins）。该市镇总面积3.66平方公里，2009年时的人口为20人。

## 人口
索特泽兰人口变化图示